# 郭庄水库
郭庄水库是中国山西省晋中市昔阳县境内的一座水库，位于松溪河上，建于1964年。水库正常库容为609万立方米，集雨面积为173平方千米，海拔为924米。